# 볼록 조합

그림에 나타난 평면의 세 점 가 주어졌을 때, 점 는 세 점의 볼록 조합이지만 는 아니다.
(하지만 세 점의 아핀 폐포는 평면 전체이기 때문에, 는 세 점의 아핀 조합이다.)

볼록 기하학에서 볼록 조합은 점(이것은 벡터나 스칼라 또는 더 일반적으로 아핀 공간의 점이 될 수 있다)들의 모든 계수가 음이 아니고 합이 1이 되는 선형 결합이다.
더 형식적으로, 실수 벡터 공간의 유한한 점들 {\displaystyle x_{1},x_{2},\dots ,x_{n}}이 주어졌을 때, 이 점들의 볼록 조합은 다음 형태의 점이다:
{\displaystyle \alpha _{1}x_{1}+\alpha _{2}x_{2}+\cdots +\alpha _{n}x_{n}}
이 때 실수 {\displaystyle \alpha _{i}}는 {\displaystyle \alpha _{i}\geq 0}과 {\displaystyle \alpha _{1}+\alpha _{2}+\cdots +\alpha _{n}=1}을 만족한다.
특정한 예시로, 두 점의 모든 볼록 조합은 그 점 사이의 선분에 있다.
주어진 점의 볼록 폐포는 그 모든 볼록 조합의 집합과 동일하다.
선형 결합에 대해서 닫혀있지 않지만 볼록 조합에서 닫혀있는 벡터공간의 부분집합이 존재한다. 예를 들어, 구간 {\displaystyle [0,1]}은 볼록하지만 선형 조합에서는 수직선 전체를 만든다. 다른 예는 선형 조합이 음이 아닌 특성과 아핀성을 보존할 수 없는 확률 분포의 볼록 집합이다(즉, 전체 적분을 취하는 것).

## 다른 대상
- 유사하게, 확률 분포 {\displaystyle X}의 볼록 조합 {\displaystyle Y_{i}}는 다음 확률 밀도 함수를 가지고 유한 혼합 분포라고 불리는 그 원소의 확률 분포의 가중 합이다:

{\displaystyle f_{X}(x)=\sum _{i=1}^{n}\alpha _{i}f_{Y_{i}}(x)}

## 관련 구성
- 원뿔 조합은 음이 아닌 계수의 선형 조합이다. 점 {\displaystyle x}가 변위 벡터를 정의하기 위한 기준 원점으로 사용되었다면, {\displaystyle x}는 {\displaystyle n} 개의 점 {\displaystyle x_{1},x_{2},\dots ,x_{n}}의 볼록 조합이다. 즉, 영변위는 그 {\displaystyle n} 개의 {\displaystyle x}에 대한 상대 변위 벡터의 자명하지 않은 원뿔 조합이다.
- 가중 평균은 기능적으로는 볼록 조합과 같지만 다른 표기를 사용한다. 가중 평균의 계수(가중치) 합이 1일 필요는 없다; 대신에 합은 명시적으로 선형 조합과 분리된다.
- 아핀 조합은 볼록 조합과 유사하지만, 계수는 음이 아닐 필요는 없다. 따라서 아핀 조합은 모든 체의 벡터공간에 정의된다.

## 같이 보기
- 아핀 폐포
- 카라테오도리의 정리 (볼록 폐포)
- 볼록 폐포
- 단체 (수학)
- 무게 중심 좌표계